# Clan Ina
Il clan Ina (?, 伊奈氏, Ina-shi) è stato un'importante clan giapponese discendente di Minamoto no Tsunemoto (894-961) del Seiwa Genji durante il periodo Sengoku.

## Storia
Il nome originario della famiglia era "Arakawa", ma il clan iniziò a chiamarsi "Ina" quando si spostarono nella regione di Ina nella provincia di Shinano, oggi prefettura di Nagano. Lo spostamento fu ordinato dallo shogunato Ashikaga nel XV° secolo.
Nel 1590 Ina Tadatsugu si stabilì nel dominio di Komoro, provincia di Musashi, che aveva un ricavo di 13.000 koku. Dopo la battaglia di Sekigahara nel 1600, l'han fu incrementato a 20.000 koku. Tuttavia il clan fu privato dei loro possedimenti nel 1613 a causa del ruolo avuto da Ina Tadamasa nel complotto organizzato da Ōkubo Nagayasu contro lo shogunato Tokugawa.
Il clan divenne hatamoto fino al rinnovamento Meiji.

## Membri importanti del clan
- Ina Tadatsugu
- Ina Tadamasa